# Портовик (футбольный клуб, Керчь)
«Портови́к» — бывший украинский футбольный клуб из города Керчи.

## Футбол в Керчи
Впервые Керчь на всесоюзной арене представляла команда «Сталь» в Кубке СССР ещё до Великой Отечественной войны в 1938 году. После окончания войны, керченские команды выступали в первенстве и розыгрыше Кубка Крыма. Десять раз они становились чемпионами республики и восемь раз становились обладателями Кубка. Были многократными призёрами первенств и финалистами розыгрыша Кубка Крыма.
В 1955 году была создана команда «Металлург», представлявшая Камыш-Бурунский железорудный комбинат. Эта команда в 1962 году завоевала право выступать в первенстве СССР в классе «Б». Там «Металлург», а затем «Авангард», провели 7 сезонов, занимая места во втором десятке. В 1976 году — керченская команда «Океан» дебютировала в первенстве республики среди коллективов физкультуры. Выступление было успешным: команда заняла первое место в своей зоне. А в финале «Океан» выступил неудачно, но уже в 1978 году «Океан» вновь завоевал первое место в зоне, а потом в финале чемпионата Украины стал бронзовым призёром. В 1979 году керченский «Океан» дебютировал во второй союзной лиге. Главным достижением этой команды стал сезон 1988 года, когда керчане под руководством Виталия Шалычева заняли 4-е место среди команд мастеров второй лиги первенства СССР.
Первый сезон после обретения Украиной независимости, «Океан» провёл в Переходной лиге, где с 17-ю очками занял 6-е место среди 9-и коллективов. В следующем сезоне сменились спонсоры, «Океан» стал «Войковцем» и шагнул на одну ступеньку вперёд — 5-е место. Этого стало достаточно для повышения в классе. Во Второй лиге сначала «Войковец», а затем «Океан» 2 сезона подряд неизменно занимали 19-е место. Со следующего сезона команды во второй лиге стали делиться на группы, но ни в одной из групп керчан не оказалось. В том сезоне появился «Портовик». Он стал победителем своей группы в Любительской лиге Украины и повысился в классе. Следующий сезон 1996/97 провёл во второй лиге, и завершил его последним. После завершения сезона «Портовик» был лишён профессионального статуса.

### Исторические названия керченских футбольных команд
- до 1938: «Сталь»
- 1955—1964: «Металлург»
- 1965—1978: «Авангард»
- 1979—1992: «Океан»
- 1992—1993: «Войковец»
- 1994: «Металлург»
- 1995: «Океан»
- 1996: «Металлург»
- 1996—1997: «Портовик»

## Стадион
Главная городская арена Керчи — стадион имени 50-летия Октября, построенный в 1967 году. Стадион имеет уникальный беговой манеж длиной 140 метров, который позволяет проводить легкоатлетические тренировки и в зимнее время. Реконструкция стадиона проводилась в 1985—1991. Помимо основного поля имеется 2 запасных. Также на территории стадиона есть огороженная площадка для мини-футбола с резиновым покрытием. Размеры главного футбольного поля: 110х78. Вместимость стадиона: 10 000 зрителей. Кол-во трибун: 2 (Западная и Восточная по 8 секторов). Тип трибун: крытые (козырек высотой 14 м). Территория стадиона: 8 га. Освещение: 4 мачты мощностью 360 кВт. Административное здание имеет два тренировочных зала для контактных единоборств с раздевалками.